# Mailleroncourt-Charette
Mailleroncourt-Charette är en kommun i departementet Haute-Saône i regionen Bourgogne-Franche-Comté i östra Frankrike. Kommunen ligger i kantonen Saulx som tillhör arrondissementet Lure. År 2022 hade Mailleroncourt-Charette 279 invånare.

## Befolkningsutveckling
Antalet invånare i kommunen Mailleroncourt-Charette
| Referens: INSEE |